# Мелодрама
Мелодра́ма (фр. mélodrame; от др.-греч. μέλος «песня, поэма, лирическое произведение» + δρᾶμα «действие») — жанр художественной литературы, театрального искусства и кинематографа, произведения которого раскрывают духовный и чувственный мир героев в особенно ярких эмоциональных обстоятельствах на основе контрастов: добро и зло, любовь и ненависть и тому подобного. Как правило, сюжеты мелодрам концентрируются вокруг семейных тем (любовь, брак, женитьба, знакомство, перипетии семейной жизни) и редко выходят в иные плоскости, хотя многие мелодрамы имеют черты исторических драм и разворачиваются в том или ином схематично поданном историческом контексте. В сюжете могут быть и трагические сцены, в большинстве случаев завершающиеся счастливым концом. В мелодраме эмоциональная сгущённость текста, острота интриги подавляют тонкую разработку характеров, которые обычно стереотипны и ведут себя предсказуемо. Кинематографические и театральные мелодрамы традиционно сопровождаются музыкальными номерами, подчёркивающими эмоциональность истории.
Мелодрамы обычно концентрируются на диалоге, который часто напыщен или чрезмерно сентиментален, а не на действии. Персонажи часто просто нарисованы и могут казаться стереотипными. Мелодрамы, как правило, разворачиваются в частной сфере дома и фокусируются на вопросах морали и семьи, любви и брака, часто с вызовами извне, такими как «искусительница», негодяй или аристократический злодей. Мелодрама на сцене, в кино или на телевидении обычно сопровождается драматической и наводящей на размышления музыкой, которая предлагает реплики для аудитории представленной драмы.
В научном и историческом музыкальном контексте мелодрамы — это викторианские драмы, в которых оркестровая музыка или песня использовались для сопровождения действия. В настоящее время этот термин также применяется к сценическим представлениям без сопутствующей музыки, романов, фильмов, теле- и радиопередач. В современной западной критике термин «мелодрама» обычно носит уничижительный характер, поскольку он предполагает, что рассматриваемому произведению недостает тонкости, развития характера или того и другого. Более того, язык или поведение, напоминающие мелодраму, часто называют мелодраматическим; это употребление почти всегда носит уничижительный характер.
Тем не менее в последние годы появилась тенденция употреблять название этого жанра без презрительного оттенка, во вполне нейтральном, описательном, иногда даже положительном контексте, особенно в рецензиях на фильмы и аннотациях к ним.

## История
Мелодраматический подход возник во французской романтической драме XVIII и XIX веков и сентиментальных романах, которые были популярны как в Англии, так и во Франции. Эти драмы и романы сосредоточены на моральных кодексах в отношении семейной жизни, любви и брака, и их можно рассматривать как отражение проблем, поднятых французской революцией, промышленной революцией и переходом к модернизации. Многие мелодрамы были о молодой женщине из средних слоёв общества, которая испытала нежелательные сексуальные домогательства от аристократического негодяя, причём сексуальное насилие было метафорой классового конфликта. Начиная с XVIII века мелодрама представляла собой технику сочетания устной декламации с короткими музыкальными фрагментами. В таких произведениях музыка и разговорный диалог обычно чередовались, хотя музыка иногда также использовалась для сопровождения пантомимы.
Самые ранние известные примеры — сцены из латинской школьной пьесы Йоханна Эрнста Эберлина «Сигизмунд» (1753). Первой полноценной мелодрамой стал роман Жан-Жака Руссо «Пигмалион», текст которого был написан в 1762 году, но впервые поставлен в Лионе в 1770 году. Увертюра и анданте были написаны Руссо, но основная часть музыки была написана Горацием Куанье. Другая музыкальная постановка «Пигмалиона» Руссо Антона Швейцера была исполнена в Веймаре в 1772 году, и Гёте с одобрением писал о ней в «Dichtung und Wahrheit». «Пигмалион» — это монодрама, написанная для одного актёра.
Около 30 других монодрам были выпущены в Германии в четвертой четверти XVIII века. Когда речь идет о двух действующих лицах, можно использовать термин дуодрама. Георг Бенда особенно преуспел в своих дуодрамах «Ариадна на Наксосе» (1775) и «Медея» (1778). Сенсационный успех мелодрам Бенды побудил Моцарта использовать два длинных мелодраматических монолога в своей опере «Зайда» (1780).
Другими более поздними и более известными примерами мелодраматического стиля в операх являются сцена рытья могилы в «Фиделио» Бетховена (1805) и сцена заклинания в «Вольный стрелок» Вебера (1821).
После английской реставрации Карла II в 1660 году большинству британских театров было запрещено играть «серьёзные» драмы, но разрешалось показывать комедии или пьесы с музыкой. Карл II выдал патент на право постановки «серьёзной» драмы только двум лондонским театральным труппам. Это были Королевский театр на Друри-Лейн и теннисный корт Лайла в Линкольнс-Инн-Филдс, последний из которых переехал в Королевский театр Ковент-Гарден в 1720 году (ныне Королевский оперный театр). Два патентованных театра закрывались в летние месяцы. Чтобы заполнить этот пробел, Королевский театр Хеймаркет стал третьим патентным театром в Лондоне в 1766 году. В дальнейшем патент был выдан одному театру в каждом из нескольких других английских городов. Чтобы обойти это ограничение, другие театры представляли драмы, которые дополнялись музыкой и, заимствуя французский термин, называли это мелодрамой. Закон о театрах 1843 года наконец разрешил всем театрам играть драму.
В России мелодрама появилась в конце 20-х годов XIX века (Н. В. Кукольник, Н. А. Полевой и другие).